# Дубина (пам'ятка природи, Івано-Франківська область)
Дуби́на — ботанічна пам'ятка природи місцевого значення в Україні. Розташована на території Надвінянського району Івано-Франківської області, на схід від села Середній Майдан.
Площа — 5,3 га, статус отриманий у 1993 році. Перебуває у віданні ДП «Делятинський лісгосп» (Майданське л-во, кв. 20, вид. 2).